# علی عبدالعلی‌زاده (کارگردان)
علی عبدالعلی‌زاده (زاده ۲۳ اسفند ۱۳۳۹ - ارومیه) کارگردان، فیلم‌نامه‌نویس و تهیه‌کننده سینما و تلویزیون اهل ایران است.

## کارگردانی
| فیلم                   | سال ساخت  | توضیحات |
| ---------------------- | --------- | --- |
| جزر و مد               | ١۴٠١      | مجموعه تلویزیونی |
| همسران دوست داشتنی من  | ۱۳۹۷      | فیلم تلویزیونی |
| اسرای دمشق             | ۱۳۹۶      | مستند انجمن دفاع مقدس |
| بازگشت به آینده        | ۱۳۹۰      | کاندید بهترین جلوه‌های ویژه کامپیوتری / جشنواره بین المللی کودکان و نوجوانان /اصفهان                                                    |
| چگونه میلیاردر شدم     | ۱۳۸۹      | سینمایی ، کمدی |
| تندباد مایا            | ۱۳۸۸      | شبکه دو |
| وقتی یک زن قول می‌دهد   | ۱۳۸۷      | شبکه یک |
| یک وجب خاک             | ۱۳۸۶      | سریال طنز مناسبتی ماه رمضان / شبکه سه / رتبه ی نخست نظرسنجی مخاطبین                                                                    |
| پرنده شاهین            | ۱۳۸۵      | سیمافیلم |
| سرتو بدزد رفیق         | ۱۳۸۴      | سینمایی |
| سیزده گربه روی شیروانی | ۱۳۸۲      | سینمایی دیپلم افتخار و جایزه نقدی برای کارگردان ، بخاطر استفاده خلاقه از جلوه های ویژه کامپیوتری در بیست و دومین دوره جشنواره فیلم فجر |
| تارزن و تارزان         | ۱۳۸۰      | سینمایی برنده بهترین بازیگر نقش دوم مرد برای رضا فیض نوروزی از جشنواره بین المللی کودک و نوجوانان /اصفهان                              |
| دانی و من              | ۱۳۷۷–۱۳۷۸ | سریال کودک و نوجوان / شبکه پنج به خاطر استقبال مخاطب در دو سری و جمعا ۴۱ قسمت ساخته شد                                                 |
| دردسر بزرگ             | ۱۳۷۶      | مجموعه طنز /تقدیر شده از سوی ریاست سازمان صدا و سیما و مدیریت شبکه دو سیما                                                             |
| گروه نجات              | ۱۳۷۴      | سریال / شبکه دو |
| تعقیب                  | ۱۳۷۳      | سینمایی ورزشی |
| رو به دریا             | ۱۳۷۱      | داستانی / شبکه دو |
| فرسایش خاک             | ۱۳۶۸      | مستند/ گروه جهاد شبکه یک |
| میراث قافلانکوه        | ۱۳۶۷      | مستند/ سینمای تجربی و نیمه حرفه ای |

## نویسندگی
| فیلم                       | سال ساخت | توضیحات            |
| -------------------------- | -------- | ------------------ |
| عملیات رباتها              | ۱۳۹۹     | سینمایی            |
| گنج های ژنرال              | ۱۳۹۷     | سینمایی            |
| اسب دریایی                 | ۱۳۹۶     | سینمایی            |
| مهربانو                    | ۱۳۹۵     | تله فیلم           |
| زخم عشق                    | ۱۳۹۴     | تله فیلم           |
| پدران و فرزندان            | ۱۳۹۰     | آی فیلم/ سریال طنز |
| بازگشت به آینده            | ۱۳۹۰     | سینمایی            |
| چگونه میلیاردر شدم         | ۱۳۸۹     | سینمایی            |
| پانا ، پسری از ناشناخته ها | ۱۳۸۸     | شبکه دو /سریال     |
| وقتی یک زن قول می دهد      | ۱۳۸۵     | شبکه یک            |
| آن سوی آسمان               | ۱۳۸۵     | شبکه یک            |
| سرتو بدزد رفیق             | ۱۳۸۴     | سینمایی            |
| پرنده شاهین                | ۱۳۸۴     | سیمافیلم           |
| سیزده گربه روی شیروانی     | ۱۳۸۲     | سینمایی            |
| تارزن و تارزان             | ۱۳۸۰     | سینمایی            |
| دانی و من                  | ۱۳۷۷-۷۸  | شبکه پنج/سریال     |
| گروه نجات                  | ۱۳۷۴     | شبکه دو/سریال      |
| ترانزیت                    | ۱۳۷۲     | سینمایی            |

## تهیه‌کنندگی
| فیلم               | سال ساخت | توضیحات      |
| ------------------ | -------- | ------------ |
| اتومبیل            | ۱۳۹۹     | سینمایی      |
| لب خط              | ۱۳۹۹     | سینمایی      |
| چگونه میلیاردر شدم | ۱۳۸۹     | سینمایی      |
| تندباد مایا        | ۱۳۸۸     | شبکه دو سیما |
| منفی هجده          | ۱۳۸۶     | سینمایی      |
| آن سوی آسمان       | ۱۳۸۶     | شبکه یک      |
| سرتو بدزد رفیق     | ۱۳۸۴     | سینمایی      |
| سریال دردسر بزرگ   | ۱۳۷۷     | شبکه دو سیما |
| تعقیب              | ۱۳۷۴     | سینمایی      |

## بازیگر
- آنسوی آسمان(۱۳۸۵)
- گروه نجات (۱۳۷۴)
- تحفه‌ها (۱۳۶۶)